# 사진가
사진가(寫眞家, 영어: photographer) 또는 사진사(寫眞師)는 사진에 관하여 지식이 있어, 전문적으로 촬영하는 사람이나, 사진 찍는 일을 직업으로 하는 사람을 말한다. 신문 등의 보도 사진을 촬영하는 사람, 풍경을 전문적으로 찍는 사람, 인물만을 전문으로 찍는 사람, 상품을 찍는 사람, 사진관 같은 곳에서 고객이 원하는 대로 찍어주는 사람 등으로 나뉘며, 장르는 전쟁 사진 작가, 동물 사진 작가 등도 있다. 사용하는 카메라도 다양하여, 사진가마다 색상을 달리 하여 다양성을 추구하거나, 즉석 카메라를 사용하거나, 컴퓨터 그래픽(CG)을 사용하기도 한다.
1988년 경 유행했던 넌센스 퀴즈로, '추억 속에서 삶을 구하고 추억을 만들어서 돈을 버는 사람은?'이라는 질문에 '사진사'라는 유머도 있었다.

## 같이 보기
- 카메라 촬영기사
- 펫토그래퍼
- 사진가 목록
- 분류:나라별 사진가